# Erythranthe calcicola
Erythranthe calcicola är en gyckelblomsväxtart som beskrevs av N.S.Fraga och D.A.York. Erythranthe calcicola ingår i släktet Erythranthe och familjen gyckelblomsväxter. Inga underarter finns listade i Catalogue of Life.